# (16134) 1999 XE100
A (16134) 1999 XE100 egy kisbolygó a Naprendszerben. A LINEAR projekt keretében fedezték fel 1999. december 7-én.